# Freibad Burgau
Das Freibad Burgau (Gsundbrunnenbad Burgau) ist ein öffentliches Freibad in der Stadt Burgau. Das Bad ist beheizt und hat von Mai bis September geöffnet.

## Geschichte
Das Freibad eröffnete erstmals 1966. Von August 2012 bis Juni 2013 wurde es für ca. 5,3 Mio. Euro saniert.
Jeweils am letzten Badetag im Jahr dürfen auch Hunde mit ins Bad. Hierzu wird das Wasser entchlort.

## Ausstattung
Das Freibad hat eine Gesamtfläche von ca. 21.000 m²
- Kinder-Planschbecken
- Nichtschwimmerbecken mit Rutsche (20 × 34 m)
- Breitwasserrutsche mit Auffangbecken – 4,3 m hoch und 4 m breit
- Schwimmerbecken (20 × 50 m)
- Springerbecken mit 5-Meter-Turm
- Basketballfeld
- Volleyballfeld
- Kiosk